# Donaldo Ross
Donaldo Ross Cawen (Río Negro, 26 de diciembre de 1904-Guadalajara, 28 de febrero de 1972) fue un futbolista y entrenador uruguayo, recordado por ser el técnico con el que el Club Deportivo Guadalajara logró su primer título en la era profesional del fútbol mexicano.

## Biografía

### Jugador
Como jugador se desempeñó en equipos como el Internacional de Porto Alegre y EC Pelotas de Brasil con los cuales Ross ganó el Campeonato Gaúcho de 1927 y 1930.  También jugó en Chile con el Santiago Football Club en el año de 1935.

### Entrenador
Dirigió varios equipos en Colombia antes de su viaje a tierras mexicanas, en 1947 forma parte de la dirección técnica del América de Cali. En 1951 es contratado por Once Deportivo. En 1952 y 1953 fue árbitro en la liga colombiana y en la temporada 1954-1955 dirigió a Millonarios. Dejó su puesto en Millonarios a mediados del mes de octubre de 1955, y el 6 de noviembre de 1955 llega a México, país donde fue contratado por Antonio Levy, en aquel entonces presidente del Club Deportivo Guadalajara, para dirigir al equipo rojiblanco.
Con el Guadalajara consiguió su único título de liga en México, esto fue en la temporada 1956-57. Para ese entonces el presidente del Club era Evaristo Cárdenas «Chivaristo», quien al no tener una buena relación con Ross decide destituirlo del puesto como entrenador.
Tiene un paso por el Club Irapuato, equipo con el que logró ganar la Copa de Oro de Occidente en su edición de 1957. Tiempo después el dueño del Club Necaxa, Miguel Ramírez Vázquez, decide contratarlo y con el equipo de los Electricistas logró ganar el torneo de Copa México en 1960 al superar al Tampico-Madero por marcador de 10-9 en penales, después de terminar 2-2 en tiempo regular.
Después pasó a dirigir equipos en divisiones inferiores, en la segunda división se hizo cargo del Club Deportivo Tepic en la temporada de 1967, y después dirigió el primer equipo de la Universidad Autónoma de Guadalajara en la temporada 1971-72 de la tercera división mexicana. Poco tiempo después abandonaría la dirección técnica por problemas de salud.

### Muerte
Murió de un paro al miocardio en un autobús urbano, en el centro de la ciudad de Guadalajara, Jalisco, el 28 de febrero de 1972 a las 19:30 horas.

## Equipos

### Como jugador
| Temporada   | País    | Club                    |
| ----------- | ------- | ----------------------- |
|             | Uruguay | Uruguay Onward          |
|             | Uruguay | Charley FC              |
| 1923        | Uruguay | Defensor                |
| 1923 - ?    | Brasil  | Nacional Atlético Clube |
|             | Brasil  | Grêmio Santanense       |
|             | Brasil  | Cachoeira FC            |
| 1925 - 1926 | Brasil  | 14 de Julho             |
| 1927 - 1929 | Brasil  | Internacional           |
| 1930 - ?    | Brasil  | Pelotas                 |
| 1931 - ?    | Suiza   | Urania                  |
| 1932 - ?    | Perú    | Circolo Sportivo        |
| 1935        | España  | Unió Esportiva Figueres |
| 1935        | España  | Barcelona               |
| 1935 - ?    | Chile   | Santiago FC             |
|             | Chile   | América de Rancagua     |

### Como entrenador
| Temporada   | País      | Club              |
| ----------- | --------- | ----------------- |
| 1937        | Argentina | Rivadavia         |
|             | Colombia  | Juventud Junior   |
|             | Colombia  | Atlético Nacional |
|             | Venezuela | Centro Atlético   |
| 1947        | Colombia  | América de Cali   |
| 1949 - 1951 | Colombia  | Once Deportivo    |
| 1955        | Colombia  | Millonarios       |
| 1955 - 1957 | México    | Guadalajara       |
| 1957        | México    | Irapuato          |
| 1958 - 1961 | México    | Necaxa            |
| 1961 - 1962 | México    | Morelia           |
| 1962 - 1963 | México    | Necaxa            |
| 1963        | México    | Nacional          |
| 1965        | México    | Tepic             |
| 1966        | México    | Zamora            |
| 1967        | México    | Tepic             |
| 1971 - 1972 | México    | UAG               |

## Palmarés

### Como jugador
| Título                                  | Club                     | País   | Año  |
| --------------------------------------- | ------------------------ | ------ | ---- |
| Campeonato local de Passo Fundo, Brasil | 14 de Julho              | Brasil | 1925 |
| Campeonato Gaucho                       | Sport Club Internacional | Brasil | 1927 |
| Campeonato Gaucho                       | EC Pelotas               | Brasil | 1930 |

### Como entrenador
| Título                    | Club                       | País   | Año     |
| ------------------------- | -------------------------- | ------ | ------- |
| Primera división mexicana | Club Deportivo Guadalajara | México | 1956/57 |
| Campeón de Campeones      | Club Deportivo Guadalajara | México | 1957    |
| Copa México               | Club Necaxa                | México | 1959-60 |